# Senefeldera triandra
Senefeldera triandra är en törelväxtart som beskrevs av Ferdinand Albin Pax och Käthe Hoffmann. Senefeldera triandra ingår i släktet Senefeldera och familjen törelväxter. Inga underarter finns listade i Catalogue of Life.